# 布朗格 (洛特省)
布朗格（法語：Brengues，法語發音：[bʁɛ̃ɡ]）是法国洛特省的一个市镇，属于菲雅克区。该市镇总面积20.56平方公里，2009年时的人口为220人。

## 人口
布朗格人口变化图示